# Teoría baconiana

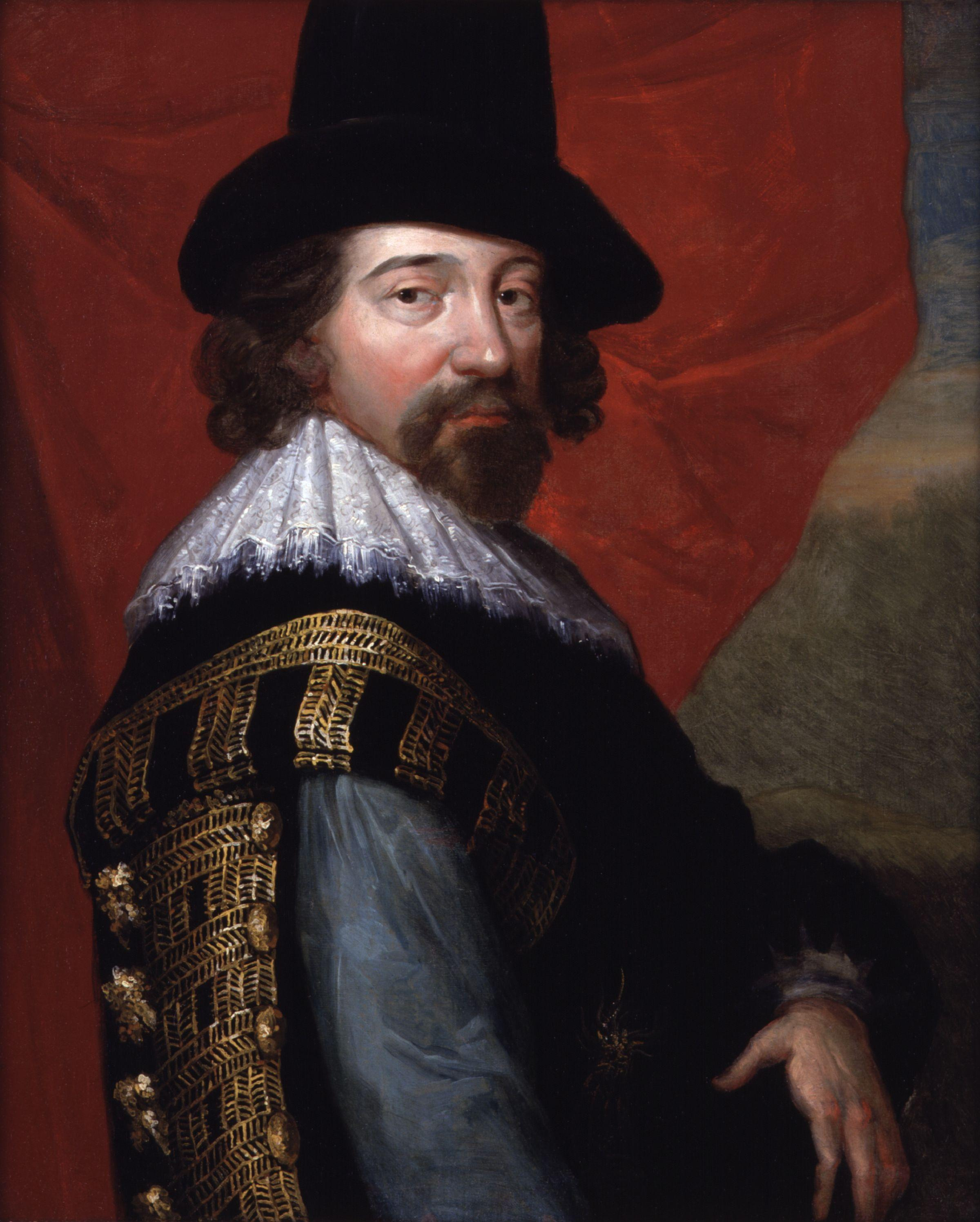
Sir Francis Bacon es, a menudo, citado como posible autor de las piezas teatrales de Shakespeare.

La teoría baconiana de la autoría shakespeareana sostiene que sir Francis Bacon escribió las piezas teatrales convencionalmente atribuidas a William Shakespeare.
La opinión más extendida es que William Shakespeare de Stratford, un actor de la compañía de teatro Lord Chamberlain's Men (más tarde, King's Men), escribió los poemas y piezas teatrales que llevan su nombre; sin embargo, los baconianos sostienen que los académicos están tan centrados en los detalles de la vida de Shakespeare que han descuidado la investigación de muchos hechos que, ellos consideran, relacionan a Bacon con la obra shakespeareana. En una conferencia en Johannesburgo en 1895, Harry Stratford Caldecott declaró que 

Es absolutamente cierto que la gran masa de opinión crítica inglesa se niega a reconocer o admitir el hecho de que exista alguna duda o controversia sobre el asunto. Si lo hicieran, se encontrarían frente a frente con un problema que serían totalmente incapaces de determinar en armonía con las ideas preconcebidas. En consecuencia, sus intentos por ignorar o desdeñar cualquier indicio de duda en cuanto a la autoría de estas obras inmortales, como si fuera un feo espectro o una pesadilla terrible. No obstante, es una dificultad perfectamente tangible, de carne y hueso, que tarde o temprano deberá afrontarse y lidiar de una manera valiente y directa.

El primer objetivo de los baconianos consiste en establecer una duda razonable sobre los reclamos de autoría del hombre de Stratford y, luego, después de haber justificado la necesidad de examinar un candidato alternativo, citar las múltiples conexiones posibles entre sir Francis Bacon y la obra shakespeareana. La principal evidencia baconiana se encuentra en la presentación de un motivo para ocultar las circunstancias que rodean la primera representación conocida de La comedia de las equivocaciones, la cercana proximidad de Bacon a la carta de William Strachey sobre la que muchos académicos creen que se basó La tempestad, alusiones percibidas en la obra publicada de Bacon y entradas en el Promus (su borrador privado), el interés de Bacon las historias civiles y las alusiones autobiográficas ostensibles en las piezas teatrales. Dado que Bacon tenía conocimiento de primera mano de los métodos gubernamentales de cifrado, la mayoría de los baconianos consideran factible que dejara su firma en algún lugar en la obra shakespeareana.

### General No-Stratfordiana
- The Shakespeare Authorship Coalition, home of the "Declaration of Reasonable Doubt About the Identify of William Shakespeare" -- a concise, definitive explanation of the reasons to doubt the case for the Stratford man. Doubters can read, and sign, the Declaration online.
- The Shakespeare Authorship Trust, survey of all the authorship candidates, a site patronised by the acclaimed actor Mark Rylance and Dr William Leahy of Brunel University, UK

### Baconiana
- N. Cockburn, The Bacon–Shakespeare Question, private publication 1998 (Contents) Baconian theory made sane, first part. (enlace roto disponible en Internet Archive; véase el historial, la primera versión y la última).
- Barry R. Clarke, "The Shakespeare Puzzle - A Non-esoteric Baconian Theory" Archivado el 25 de octubre de 2010 en Wayback Machine.
- https://web.archive.org/web/20190503153415/http://www.baconsocietyinc.org/ - the first official champions of the Baconian cause. Since 1886 the Francis Bacon Society has engaged with the authorship question and publishes the journal Baconiana.
- Peter Dawkins: The Shakespeare Enigma, Polair Publ., London 2004, ISBN 0-9545389-4-3  (engl.)
- Amelie Deventer von Kunow, Francis Bacon: Last of the Tudors, trans. Willard Parker (1924)
- Penn Leary, Cryptographic Shakespeare (n.d.)
- Why I'm Not an Oxfordian, by Jerome Harner

### Stratfordiana
- The Shakespeare Authorship Page
- The Bard's Beard — A Time Article

- Datos: Q4839959
- Multimedia: Baconian theory of Shakespeare authorship / Q4839959